# Гребеница
Гребеница (бел. Грабяні́ца) — деревня в Витебском районе Витебской области Республики Беларусь. Административный центр Мазоловского сельсовета.

## География
Деревня находится в 13 км на север от Витебска.
Дорога к Гребенице идёт через деревню Сущево (между ними 3 км).

### Гидрография
Растянута вдоль реки Волкунь (приток Лужесянки).

## История
В 1635 году двор Гребница был владением вдовы Ивана Гребницкого (бел. Грабніцкага) урожденной Старосельской и её сына Андрея Гребницкого.
В 1785 году деревня Гребеница, Суражского уезда, расположенная у впадения речки Гребеница в речку Волконка, входила в состав большого имения «Козловичи» (село Козловичи на озере Плав). Всего в имении 17157 десятин земли. По ревизии мужеска пола душ 905. Владения старосты Рогачевскаго и Польских орденов Кавалера Графа Михайлы Казимировича и малолетнего Албрихта Леонардовича, детей Потеев.
В деревне Старая(?) Гребница 5 дворов, 68 жителей.
В период 8 ноября 1866 г. — 10 октября 1867 г. временнообязанные крестьяне выкупали земельные наделы у Кошелевой Е. Ф. имения Гребница.
На картах конца XIX — начала XX веков название Грибеницы, Грибеница.
В 1906 году в Куринской волости Витебского уезда Витебской губернии.
С 1924 года деревня Грибеница входит в состав Николаевского сельсовета Северо-Витебского района Витебского округа, с 26 марта 1927 года в образованном Витебском районе.
15 февраля 1931 года Витебский район был упразднён, Николаевский сельсовет перешел в Городокский район. 5 декабря 1931 года сельсовет в подчинение Витебского горсовета.
С 27 июля 1937 года Николаевский сельсовет в составе восстановленного Витебского района БССР, с 20 февраля — Витебской области.
В 1926 году в деревне Грибеница 15 дворов, 77 жителей.
В 1929 году вступили в колхоз «Силач».
В 1936 году в Гребеницу расселили деревни Волкунь, Левковщина, Нивки, Осовье.
В 1939 году сселены деревни Голоборды, Будища.
В 1941 году в деревне Грибеница было 22 двора и 166 жителей.
Во время войны деревня была полностью сожжена карателями, убито 15 жителей.
На фронте погибло 14 человек, 9 человек в партизанах.
В боях в районе деревни погибло 100 партизан.
22 декабря 1960 года территория Николаевского сельсовета вошла в состав новообразованного Мазоловского сельсовета.
В 1965 году на братской могиле № 4428, где похоронен 101 боец установлен обелиск с надписью: «Бессмертной доблести партизан 1-й Витебской бригады, погибших в боях за Родину с немецко-фашистскими захватчиками в 1941 — 1943 годах».
В 1969 году в деревне было 13 дворов, 91 житель.
В 2000 году 15 дворов, 23 жителя.
По переписи 2009 года в Гребенице проживало 14 человек.
На 2014 год 7 дворов 11 жителей, из них 4 трудоспособного возраста, 7 старше.
На 2018 год в Гребенице 8 домохозяйств, 11 жителей.

## Население

### Численность
- 2018 год — 8 домохозяйств, 11 жителей.

### Динамика
- 1926 год — 15 дворов, 77 жителей.
- 1941 год — 22 двора, 166 жителей.
- 1969 год — 13 дворов, 91 житель.
- 2000 год — 15 дворов, 23 жителя.
- 2009 год — 14 жителей (перепись населения)[4].
- 2014 год — 7 дворов, 11 жителей.
- 2018 год — 8 домохозяйств, 11 жителей.

## Улицы
- Волконковская

## Достопримечательность
В деревне находится братская могила № 4428. 101 воин, из них 3 известных: Лухменов Иван Иванович 1913—1944, рядовой. Пошеходко Иван Стратонович 1905—1944, рядовой. Смирнов Михаил Петрович 1918—1944, партизан.